# Ultramega OK
《Ultramega OK》는 1988년 10월 31일, SST 레코드가 발매한 미국의 록 밴드 사운드가든의 데뷔 스튜디오 음반이다. 서브 팝 음반사에서 EP 음반 《Screaming Life》 (1987년)와 《Fopp》 (1988년)가 발매된 후, 사운드가든은 SST와 계약을 맺고 그들의 데뷔 스튜디오 음반 작업에 들어갔다. 그 결과 나온 음반에는 헤비 메탈, 사이키델릭 록, 하드코어 펑크의 요소들이 포함되어 있었다. 이 밴드는 첫 해외 투어뿐만 아니라 미국 투어로 이 음반을 지원했다.

## 녹음
이 음반은 1988년 봄 워싱턴주 시애틀과 오리건주 뉴버그에서 프로듀서 드류 캐눌렛과 함께 녹음되었다. 프론트맨 크리스 코넬은 녹음 세션 동안 이 밴드가 캐눌렛와 같은 입장이 아니었다고 말했다. 그는 "물질적으로 우리는 늘 하던 과정을 거쳤지만 제작자는 우리가 원하는 사운드에 익숙하지 않았고 시애틀에서 무슨 일이 일어나고 있는지 알지 못했다"고 말했다.
이후 1995년 인터뷰에서 코넬은 "우리는 《Ultramega OK》에서 큰 실수를 저질렀습니다. 왜냐하면 우리는 우리 집 주변과 우리가 관여했던 사람들을 떠나서 이 프로듀서를 사용했기 때문입니다. 그 프로듀서는 SST가 좋은 거래를 할 수 있었기 때문에 제안했습니다. 저는 후회합니다. 왜냐하면 물질적인 면에서 볼 때, 그것은 우리가 한 것 중 가장 좋은 음반 중 하나였어야 했기 때문입니다. 그것은 실제로 우리처럼 들리지 않았기 때문에 우리의 추진력을 약간 늦추었습니다."
비슷한 시기에 사운드가든의 첫 EP인 《Screaming Life》를 프로듀싱한 베테랑 시애틀의 프로듀서 잭 엔디노가 음반의 리믹스를 시작했고, 실제로 〈Flower〉의 대략적인 믹스를 완성했다. 그러나 밴드가 이전하기를 원하고 음반의 재압박과 재분배와 관련된 재정적 비용 때문에, 그것은 보류되었다. 이 프로젝트는 2014년 잭 엔디노와 킴 타일에 의해 재개되었으며, 2017년에 완료되었다.

## 발매 및 평가
| 전문가 평가                      | 전문가 평가 |
| 평가 점수                        | 평가 점수   |
| 출처                             | 점수        |
| -------------------------------- | ----------- |
| AllMusic                         | [ 5 ]       |
| Collector's Guide to Heavy Metal | 9/10        |
| Kerrang!                         | [ 7 ]       |
| Rolling Stone                    | [ 8 ] [ 9 ] |

코넬은 "《Ultramega OK》에서 제작은 우리가 원했던 것이 전혀 아니었고, 그것은 우리에게 치명적으로 상처를 주었다"고 말했다. 올뮤직 스태프 작가 스티브 휴이는 이 음반에 별 다섯 개 중 네 개를 주면서 "사운드가든의 후기 음반들 중 일부만큼 복잡하거나 일관성이 있지는 않을지 모르지만 《Ultramega OK》는 쉽게 그런지의 초기, 너바나 이전 시기의 최고의 문서이다"라고 말했다. 《블렌더》의 앤 파워스는 "모든 순간이 찬란하지는 않지만, 확실히 시끄럽다"고 말했다.
〈Flower〉는 이 음반에서 발매된 유일한 싱글이다. 마크 미어몬트가 감독한 뮤직 비디오는 MTV 《120분》에서 정기적으로 방영되어 시애틀의 초기 번지 장면의 주의를 환기시키는데 도움을 주었다.
1990년 그래미 어워드에서 《Ultramega OK》는 최우수 메탈 퍼포먼스 부문에 후보로 올랐다.

## 곡 목록
| #   | 제목                             | 작사·작곡                 | 재생 시간 |
| --- | -------------------------------- | ------------------------- | --------- |
| 1.  | 〈Flower〉                       | 크리스 코넬, 킴 타일      | 3:25      |
| 2.  | 〈All Your Lies〉                | 코넬, 타일, 히로 야마모토 | 3:51      |
| 3.  | 〈665〉                          | 코넬, 야마모토            | 1:37      |
| 4.  | 〈Beyond the Wheel〉             | 코넬                      | 4:20      |
| 5.  | 〈667〉                          | 코넬, 야마모토            | 0:56      |
| 6.  | 〈Mood for Trouble〉             | 코넬                      | 4:21      |
| 7.  | 〈Circle of Power〉              | 야마모토, 타일            | 2:05      |
| 8.  | 〈He Didn't〉                    | 코넬, 맷 캐머런           | 2:47      |
| 9.  | 〈Smokestack Lightning〉         | 하울링 울프               | 5:07      |
| 10. | 〈Nazi Driver〉                  | 코넬, 야마모토            | 3:52      |
| 11. | 〈Head Injury〉                  | 코넬                      | 2:22      |
| 12. | 〈Incessant Mace〉               | 코넬, 타일                | 6:27      |
| 13. | 〈One Minute of Silence (기악)〉 | 존 레논, 오노 요코        | 1:02      |